# Речки (Могилёвская область)
Речки (бел. Рэчкi, до 2010 года Речки 1 — бел. Рэчкi 1) — агрогородок Пашковского сельсовета Могилёвского района Могилёвской области.

## Географическое положение
Находится на севере Могилёвского района. Ближайшие населённые пункты деревни Речки 2, Хатки, Горяны, Волоки. Ближайшая пассажирская платформа на железной дороге — остановочный пункт «Волоки» (Могилёв — Орша).

## История
В 1744 году упоминается как деревня в Оршанском повете ВКЛ.